# In the Days of Buffalo Bill
In the Days of Buffalo Bill é um seriado estadunidense de 1922, gênero western, dirigido por Edward Laemmle, em 18 capítulos, estrelado por Art Acord e Duke R. Lee. Produzido e distribuído pela Universal Pictures, veiculou nos cinemas estadunidenses entre 11 de setembro de 1922 e 8 de janeiro de 1923.
Este seriado é considerado perdido.

## Elenco
- Art Acord … Art Taylor
- Duke R. Lee … Buffalo Bill Cody

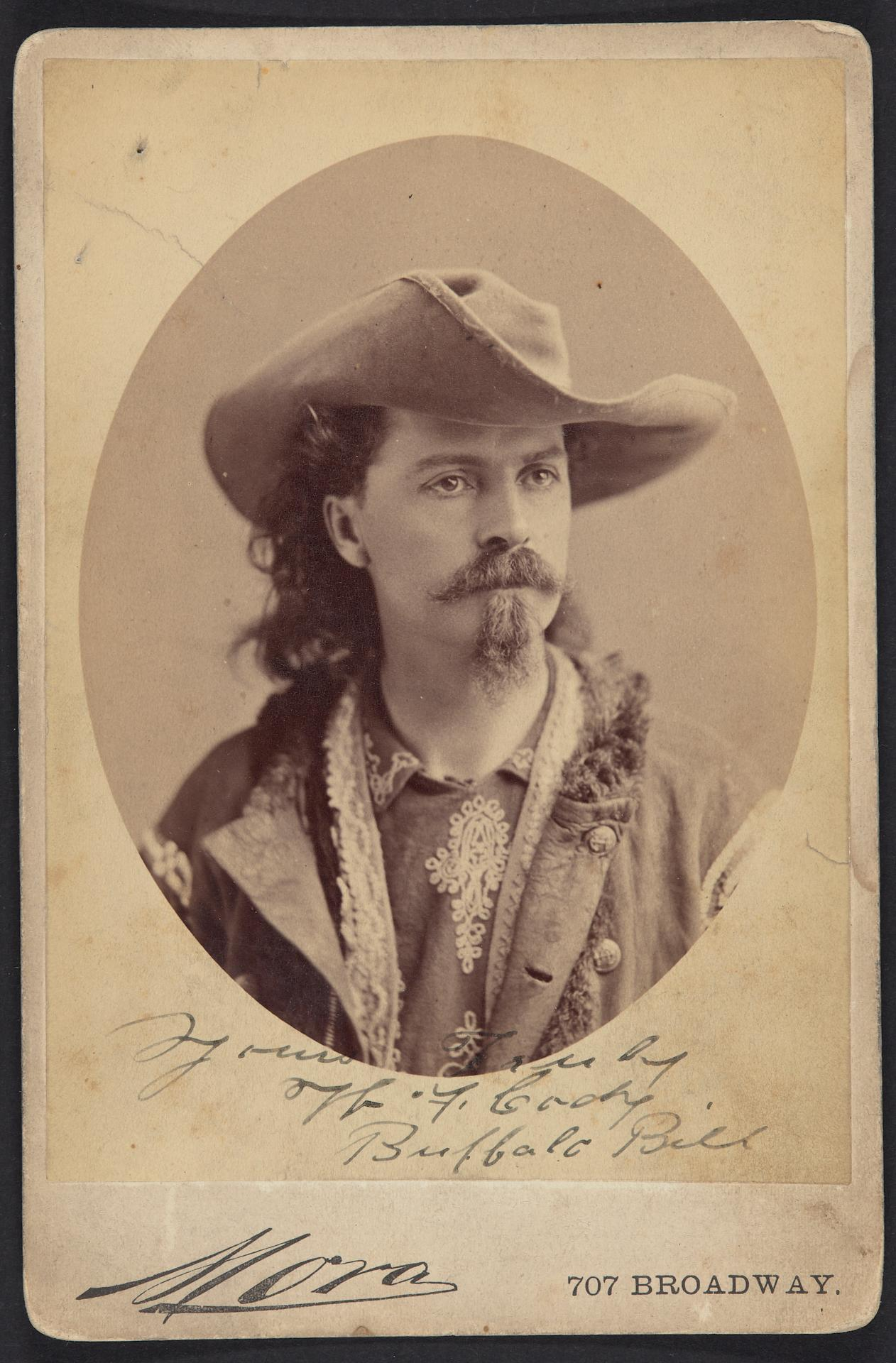
Buffalo Bill, autor do livro "The Great West That Was" e personagem do seriado.

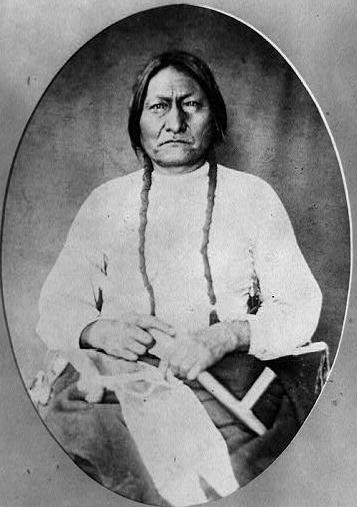
Touro Sentado (em imagem de 1882) seria um dos personagens históricos do seriado roteirizado por Robert A. Dillon.

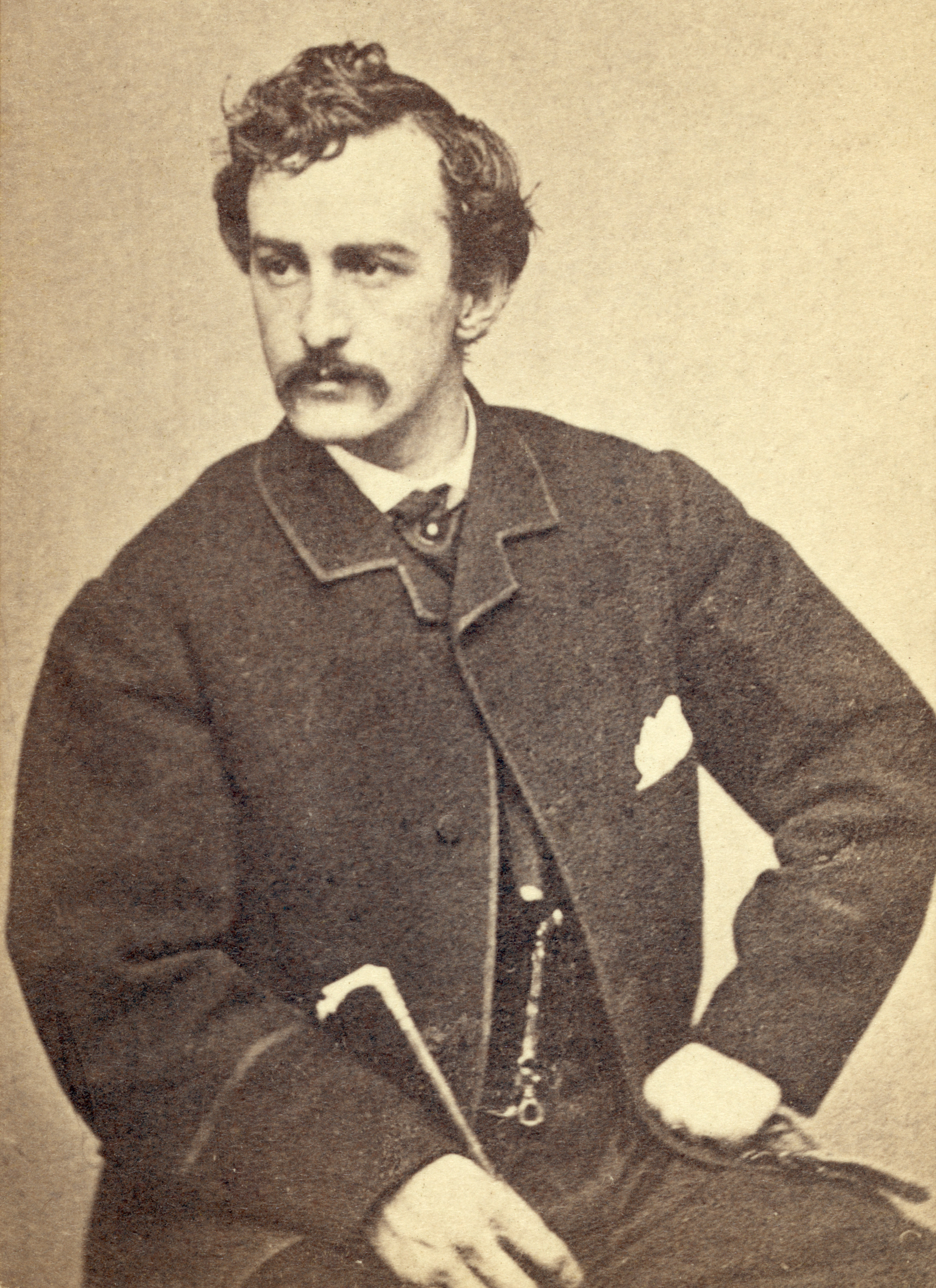
John Wilkes Booth, personagem histórico incluído no seriado.

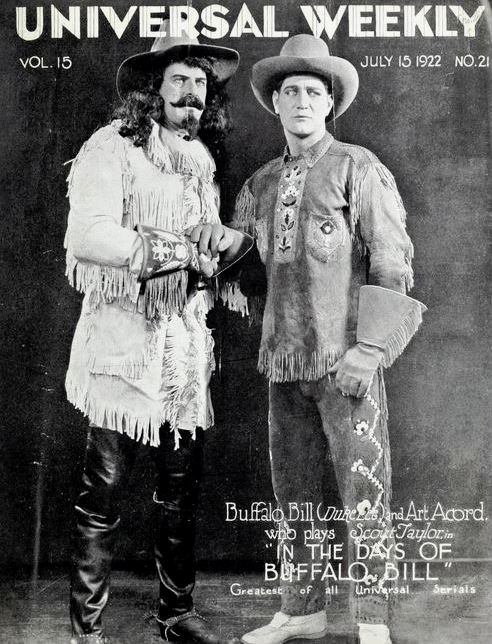
Cartaz do seriado In the Days of Buffalo Bill (1922), com Art Acord e Duke R. Lee

- George A. Williams … Calvert Carter
- Jay Morley … Lambert Ashley
- Otto Nelson … Alden Carter
- Pat Harmon … Gaspard
- Jim Corey … Quantrell
- Burton Law … Allen Pinkerton (creditado Burton C. Law)
- William De Vaull … Edwin M. Stanton (creditado William P. Devaull)
- Joel Day … Abraham Lincoln
- J. Herbert Frank … Abraham Lincoln (creditado J. Herbert Frank)
- Clark Comstock … Thomas C. Durant
- Charles Colby … William H. Seward
- Joseph Hazelton … Gideon Welles (creditado Joe Hazleton)
- John W. Morris … Gen. Ulysses S. Grant
- Lafe McKee … Gen. Robert Edward Lee (creditado Lafayette McKee)
- G.B. Philips … Montgomery Blair
- Tex Driscoll … Gen. Ulysses S. Grant (creditado John W. Morris)
- Harry Myers … Andrew Johnson (creditado Henry Myers)
- Ruth Royce … Aimee Lenard
- Chief Lightheart … Touro Sentado
- William Knight … Jack Casement
- Elsie Greeson … Louise Frederici
- Buck Connors … Hank Tabor
- Millard K. Wilson … Tim O'Mara (creditado M.K. Wilson)
- William F. Moran … John Wilkes Booth (creditado William Moran)
- Silver Tip Baker … Gen. Grenville M. Dodge (creditado Silvertip Baker)
- Charles Newton … Maj. North
- Alfred Hollingsworth … Chefe da Justiça
- Lester Cuneo
- Marion Feducha … Andrew Johnson garoto
- Helen Farnum (não-creditado)
- Joe Miller (não-creditado)
- Dorothy Wood (não-creditado)

## Sinopse
Art Taylor, mensageiro do Pony Express, vem em auxílio de um fazendeiro sitiado, Calvert Carter (George A. Williams). Carter e sua filha Alice (Dorothy Woods) residem em terras necessárias para a construção de uma junção proposta da Union Pacific Railroad. Lambert Ashley (Jay Morley), um capitalista poderoso, oferece a Carter 25.000 dólares pela terra, mas o fazendeiro se recusa a conselho de Taylor. Os Carter e Taylor são forçados a lutar não só contra Ashley e o agente Gaspard (Pat Harmon), mas também com os Sioux e uma gangue de vigilantes. O roteirista Robert Dillon adicionou à trama personagens históricos como Quantrell (Jim Corey), Allan Pinkerton (Burton C. Law), Ulysses S. Grant (Lafe McKee), Touro Sentado e Buffalo Bill Cody (Duke R. Lee).

## Capítulos
1. Bonds of Steel
2. In the Enemy's Hands
3. The Spy
4. The Sword of Grant and Lee
5. The Man of the Ages
6. Prisoners of the Sioux
7. Shackles of Fate
8. The Last Shot
9. From Tailor to President
10. Empire Builders
11. Perils of the Plains
12. The Hand of Justice
13. Trails of Peril
14. The Scarlet Doom
15. Men of Steel
16. The Brink of Eternity
17. A Race to the Finish
18. Driving the Golden Spike

## Produção
O livro "The Great West That Was", de Buffalo Bill Cody, serve como cenário para o seriado, cujo roteiro foi escrito por Robert A. Dillon, usando o personagem Buffalo Bill entre vários personagens da história estadunidense. O livro de Buffalo Bill inspiraria vários seriados posteriores da Universal Pictures, tais como Fighting With Buffalo Bill, de 1926, The Indians Are Coming, o primeiro seriado sonoro, de 1930, e Battling with Buffalo Bill, de 1931.
Posteriormente, a Universal faria o seriado em 15 capítulos In the Days of Daniel Boone.